# توچینومی ترویوشی
توچینومی ترویوشی (به ژاپنی: 栃ノ海 晃嘉) کُشتی‌گیر سوموی اهل استان آئوموری در کشور ژاپن است که چهل‌ونهمین کشتی‌گیر دارای رتبهٔ یوکوزونا محسوب می‌شود. وی در سال ۱۹۶۴ میلادی به این مرتبه ارتقا یافت و در سال ۱۹۶۶ میلادی بازنشست شد. توچینومی ترویوشی توانست ۳ بار قهرمان (یوشو) مسابقات سومو شود.